# Minerai
Pour les articles homonymes, voir Minerai (homonymie).

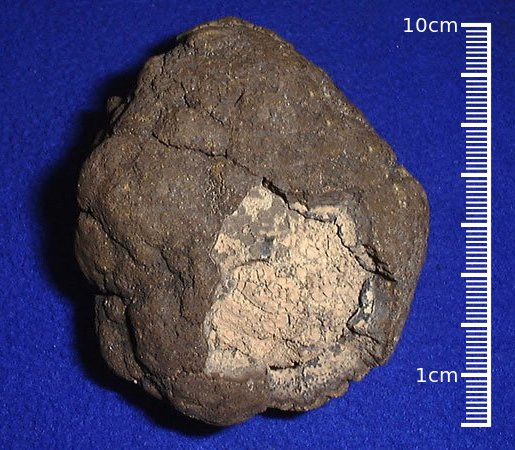
Minerai de manganèse.

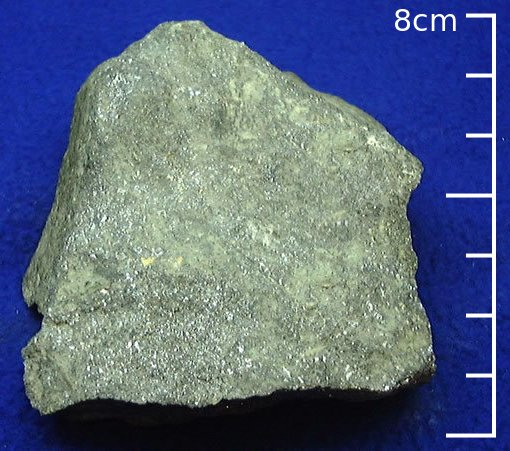
Minerai de plomb.

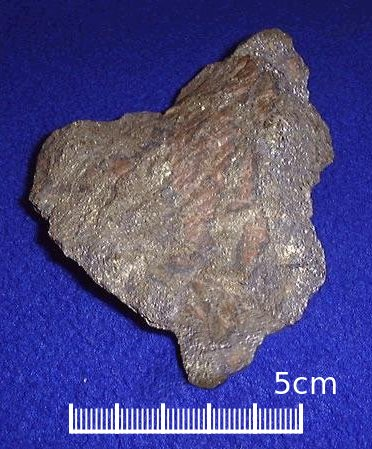
Minerai d'or.

Un minerai (du latin minera, mine) est une roche contenant des minéraux utiles en proportion suffisamment intéressante pour justifier l'exploitation d'une mine, et nécessitant une transformation pour être utilisé par l'industrie. Par extension, le terme « minerai » peut également désigner directement les minéraux exploités.

## Types de minerais
La plupart des minerais métallifères sont :
- des oxydes (bauxite) ;
- des sulfures (galène, sphalérite) ;
- des carbonates (malachite, sidérite) ;
- des silicates (garniérite).

## Risque d'épuisement des ressources
La civilisation industrielle utilise des quantités importantes de minéraux et de métaux lourds. À la suite d'une demande croissante en métaux et autres ressources minérales, les minerais sont exploités à des teneurs de plus en plus faibles et dans des conditions d'extraction de plus en plus coûteuses (par exemple les puits profonds d'extraction du charbon, ou les sables bitumineux pour le pétrole) voire destructrices de l'environnement. Le risque d'épuisement de ces ressources naturelles est en particulier lié au gaspillage de ces mêmes ressources, souvent dispersées après leur usage, plutôt que d'être recyclées. De plus, dans de nombreuses applications, l'absence de récupération est associée à une pollution diffuse de l'environnement par des produits très toxiques. Les perspectives mondiales indiquent que pour de nombreux éléments (tels que l'argent, le fluor, l'étain, le zinc et le nickel), les réserves actuelles ne permettront que de couvrir deux à trois décennies d'exploitation. 
De plus, le coût humain est élevé.
Il est cependant permis de penser que la durée des réserves disponibles serait prolongée par la mise en place systématique du recyclage.

## Évolution de la production
L’extraction mondiale annuelle de matériaux est passée de 27 milliards de tonnes dans les années 1970 à 92 milliards de tonnes en 2017, ce chiffre pourrait plus que doubler avant 2060.

## Lien avec le changement climatique et la chute de biodiversité
Selon l’ONU, le développement rapide de l’extraction de matériaux est le principal responsable des changements climatiques et de la pression sur la biodiversité.